# Leichtathletik-Weltmeisterschaften 2009/Teilnehmer (Brasilien)
| Gelbes Symbol für Goldmedaillen mit stilisierten Olympischen Ringen | Graues Symbol für Silbermedaillen mit stilisierten Olympischen Ringen | Braundes Symbol für Bronzemedaillen mit stilisierten Olympischen Ringen |
| ------------------------------------------------------------------- | --------------------------------------------------------------------- | ----------------------------------------------------------------------- |
| —                                                                   | —                                                                     | —                                                                       |

Der brasilianische Leichtathletik-Verband stellte 37 Athleten bei den Leichtathletik-Weltmeisterschaften 2009 in Berlin.

## Ergebnisse

### Männer

#### Laufdisziplinen
| Athlet                                                             | Disziplin    | Vorlauf     | Vorlauf | Viertelfinale      | Viertelfinale      | Halbfinale         | Halbfinale         | Finale             | Finale             |
| Athlet                                                             | Disziplin    | Zeit        | Platz   | Zeit               | Platz              | Zeit               | Platz              | Zeit               | Platz              |
| ------------------------------------------------------------------ | ------------ | ----------- | ------- | ------------------ | ------------------ | ------------------ | ------------------ | ------------------ | ------------------ |
| Basílio de Moraes                                                  | 100 m        | 10,54 s     | 53      | nicht qualifiziert | nicht qualifiziert | nicht qualifiziert | nicht qualifiziert | nicht qualifiziert | nicht qualifiziert |
| José Carlos Moreira                                                | 100 m        | 10,55 s     | 55      | nicht qualifiziert | nicht qualifiziert | nicht qualifiziert | nicht qualifiziert | nicht qualifiziert | nicht qualifiziert |
| Sandro Viana                                                       | 200 m        | 21,18 s     | 38      | nicht qualifiziert | nicht qualifiziert | nicht qualifiziert | nicht qualifiziert | nicht qualifiziert | nicht qualifiziert |
| Kléberson Davide                                                   | 800 m        | 1:47,51 min | 22      |                    |                    | nicht qualifiziert | nicht qualifiziert | nicht qualifiziert | nicht qualifiziert |
| Fabiano Peçanha                                                    | 800 m        | 1:46,68 min | 12      |                    |                    | 1:45,94 min        | 11                 | nicht qualifiziert | nicht qualifiziert |
| Adriano Bastos                                                     | Marathon     |             |         |                    |                    |                    |                    | 2:15:39 h PB       | 19                 |
| Marílson dos Santos                                                | Marathon     |             |         |                    |                    |                    |                    | 2:15:13 h SB       | 16                 |
| José Teles                                                         | Marathon     |             |         |                    |                    |                    |                    | 2:16:40 h          | 23                 |
| José Alessandro Bagio                                              | 20 km Gehen  |             |         |                    |                    |                    |                    | DNF                | DNF                |
| Moacir Zimmermann                                                  | 20 km Gehen  |             |         |                    |                    |                    |                    | DSQ                | DSQ                |
| Mário dos Santos                                                   | 50 km Gehen  |             |         |                    |                    |                    |                    | DNF                | DNF                |
| Mahau Suguimati                                                    | 400 m Hürden | 51,05 s     | 24      |                    |                    | nicht qualifiziert | nicht qualifiziert | nicht qualifiziert | nicht qualifiziert |
| Vicente de Lima Sandro Viana Basílio de Moraes José Carlos Moreira | 4 × 100 m    | 38,72 s SB  | 8       |                    |                    |                    |                    | 38,56 s SB         | 7                  |

#### Sprung/Wurf
| Athlet                        | Disziplin      | Qualifikation | Qualifikation | Finale             | Finale             |
| Athlet                        | Disziplin      | Weite/Höhe    | Platz         | Weite/Höhe         | Platz              |
| ----------------------------- | -------------- | ------------- | ------------- | ------------------ | ------------------ |
| Jessé de Lima                 | Hochsprung     | 2,27 m        | 14            | nicht qualifiziert | nicht qualifiziert |
| Fábio da Silva                | Stabhochsprung | NMH           | NMH           | –                  | –                  |
| Jadel Gregório                | Dreisprung     | 17,06 m       | 8             | 16,89 m            | 8                  |
| Jefferson Sabino              | Dreisprung     | 16,34 m       | 28            | nicht qualifiziert | nicht qualifiziert |
| Leonardo Elisiario dos Santos | Dreisprung     | 15,95 m       | 39            | nicht qualifiziert | nicht qualifiziert |
| Júlio César de Oliveira       | Speerwurf      | 68,49 m       | 42            | nicht qualifiziert | nicht qualifiziert |

### Frauen

#### Laufdisziplinen
| Athletin                                                                  | Disziplin        | Vorlauf     | Vorlauf | Viertelfinale | Viertelfinale | Halbfinale         | Halbfinale         | Finale             | Finale             |
| Athletin                                                                  | Disziplin        | Zeit        | Platz   | Zeit          | Platz         | Zeit               | Platz              | Zeit               | Platz              |
| ------------------------------------------------------------------------- | ---------------- | ----------- | ------- | ------------- | ------------- | ------------------ | ------------------ | ------------------ | ------------------ |
| Lucimar Aparecida de Moura                                                | 100 m            | 11,41 s     | 13      | 11,44 s       | 19            | nicht qualifiziert | nicht qualifiziert | nicht qualifiziert | nicht qualifiziert |
| Maria Zeferina Baldaia                                                    | Marathon         |             |         |               |               |                    |                    | DNF                | DNF                |
| Adriana Aparecida da Silva                                                | Marathon         |             |         |               |               |                    |                    | 2:40:54 h PB       | 42                 |
| Alessandra Picagevicz                                                     | 20 km Gehen      |             |         |               |               |                    |                    | 1:38:50 h          | 29                 |
| Tânia Spindler                                                            | 20 km Gehen      |             |         |               |               |                    |                    | 1:35:51 h          | 20                 |
| Sabine Heitling                                                           | 3000 m Hindernis | 9:50,96 min | 35      |               |               |                    |                    | nicht qualifiziert | nicht qualifiziert |
| Rosemar Coelho Neto Lucimar Aparecida de Moura Thaíssa Presti Vanda Gomes | 4 × 100 m        | 43,07 s SB  | 4       |               |               |                    |                    | 43,13 s            | 5                  |
| Geisa Aparecida Coutinho Emmilly Pinheiro Sheila Ferreira Jaílma de Lima  | 4 × 400 m        | 3:31,42 min | 13      |               |               |                    |                    | nicht qualifiziert | nicht qualifiziert |

#### Sprung/Wurf
| Athletin           | Disziplin      | Qualifikation | Qualifikation | Finale             | Finale             |
| Athletin           | Disziplin      | Weite/Höhe    | Platz         | Weite/Höhe         | Platz              |
| ------------------ | -------------- | ------------- | ------------- | ------------------ | ------------------ |
| Fabiana Murer      | Stabhochsprung | 4,55 m        | 1             | 4,55 m             | 5                  |
| Keila Costa        | Weitsprung     | 6,66 m        | 7             | NMH                | NMH                |
| Maurren Higa Maggi | Weitsprung     | 6,68 m        | 5             | 6,68 m             | 7                  |
| Gisele de Oliveira | Dreisprung     | 14,14 m       | 11            | 13,19 m            | 12                 |
| Elisângela Adriano | Diskuswurf     | 55,75 m       | 29            | nicht qualifiziert | nicht qualifiziert |